# Paul Watkins
Paul Watkins (ur. 1 stycznia 1964) – amerykański pisarz i nauczyciel.
Uczęszczał do Dragon School w Oksfordzie, a potem uczył się w Eton College. Studiował na Uniwersytecie Yale.

## Twórczość
Autobiograficzna praca Stand befor your God z czasów, gdy uczył się w Dragon School i Eton College została wydana w 1993. Swoją pierwszą książkę Night over day over night, która została nominowana do nagrody Bookera, napisał w wieku 16 lat.

### Powieści
- Night Over Day Over Night (1988)
- Calm at Sunset Calm at Dawn (1988)
- In the Blue Light of African Dreams (1990)
- The Promise of Light (1992)
- Archangel (1995)
- The Story of My Disappearance (1997)
- The Forger (2000)
- Thunder God (2004)
- The Ice Soldier (2005)

### Ostatnie prace
Ostatnio Watkins rozpoczął pisanie serię powieści pod pseudonimem Sam Eastland. Akcja rozgrywa się w stalinowskiej Rosji. Protagonistą tej serii jest Inspektor Pekkala.
- Eye of the Red Tsar (2010)
- The Red Coffin (tytuł brytyjski) / Shadow Pass (tytuł amerykański) (2011)
- Siberian Red (tytuł brytyjski) / Archive 17 (tytuł amerykański) (2012)
- The Red Moth (2013)
- The Beast in the Red Forest (2014)
- Red Icon (2015)
- Berlin Red (2016)

## Życie prywatne
Ma żonę Cathy oraz dwoje dzieci: Emmę i Olivera. Mieszka w Hightstown w New Jersey.